# Marion Chesney
Marion Chesney (Glasgow, 1936. június 10. – Gloucester, 2019. december 30.) skót írónő, akinek nevéhez számtalan romantikus és történelmi regény, krimi fűződik. Írói karrierje 1979-ben kezdődött, ekkor adták ki első könyvét.
Művei nagy része különféle írói álnevekkel jelent meg, M. C. Beaton néven többek közt Agatha Raisin és Hamish Macbeth történetei, amelyekből tv-sorozat is készült. Romantikus regényei Ann Fairfax, Jennie Tremaine, Helen Crampton, Charlotte Ward és Sarah Chester álnéven íródtak.

## Életrajz
Marion Chesney 1936. június 10-én született Skóciában, Glasgowban. Karrierje kezdetén egy glasgowi könyvesboltban eladó volt, majd színházi kritikusként, riporterként és különböző skót újságok szerkesztőjeként dolgozott. Később Londonban, a Daily Expressnél lett rovatvezető riporter.
Ez idő alatt ment férjhez Harry Scott Gibbons szerkesztőhöz, egy fiuk született, Charles Gibbons. Férje Amerikában kapott munkát, ezért egy időre oda költöztek. Hosszabb ideig akart otthon maradni gyermekével, ezalatt kezdett történelmi regényeket írni. Több mint száz könyv megírása után, melyek elsősorban a 19. században játszódtak, bűnügyi regények írásába fogott. A sutherlandi (Skócia) nyaralásuk ihlette meg a Hamish Macbeth első történetét, a család oda is költözött. Később pedig Cotswold-ban, Angliában éltek, innen származnak Agatha Raisin történetei.
Férje 2016-ban, Marion Chesney pedig 2019. december 30-án halt meg, 83 éves korában.

## Művei

### Ann Fairfax néven
Sorozaton kívüli regények.
Eredeti címmel és első megjelenési dátummal:
- My Dear Duchess (1979. január 1., Jove Publications, New York)
- Henrietta (1979. október 1., Jove Publications, New York)
- Annabella (1980. augusztus 1., Jove Publications, New York)
- Penelope (1982. január 1., Jove Publications, New York)

Magyarul nem jelentek meg.

### Jennie Tremaine néven
Sorozaton kívüli regények.
Eredeti címmel és első megjelenési dátummal:
- Kitty (1979. október 1., Dell Publishing, New York)
- Daisy (1979. december 1., Dell Publishing, New York)
- Lucy (1980. április 1., Dell Publishing, New York)
- Polly (1980. május 1., Dell Publishing, New York)
- Molly (1980. június 15., Dell Publishing, New York)
- Ginny (1980. július 15., Dell Publishing, New York)
- Tilly (1981. június 1., Dell Publishing, New York)
- Susie (1981. október 15., Dell Publishing, New York)
- Poppy (1982. március 15., Dell Publishing, New York)
- Sally (1982. június 15., Dell Publishing, New York)
- Maggie (1984. március 1., Dell Publishing, St. Martin's Press, New York)
- LAdy Anne´s Deception (1986. január 12., Fawcett Publications)

Magyarul nem jelentek meg.

## Magyarul megjelent művei

### Agatha Raisinsorozat
- Agatha Raisin és az elültetett kertész; ford. Borbély Judit Bernadett; Ulpius-ház, Budapest, 2011
- Agatha Raisin és a parázna lódoktor; ford. Szűr-Szabó Katalin; Ulpius-ház, Budapest, 2011
- Agatha Raisin és a spenótos halálpite; ford. Sárközy Elga; Ulpius-ház, Budapest, 2011
- Agatha Raisin és az életveszélyes esküvő; ford. Borbély Judit Bernadett; Ulpius-ház, Budapest, 2012
- Agatha Raisin és a tenyérbe mászó turista; ford. Borbély Judit Bernadett; Ulpius-ház, Budapest, 2012
- Agatha Raisin és a vizes viszály; ford. Borbély Judit Bernadett; Ulpius-ház, Budapest, 2012
- Agatha Raisin és az elkóborolt túrázó; ford. Szűr-Szabó Katalin; Ulpius-ház, Budapest, 2012
- Hamish Macbeth és a a kannibál homárok; ford. Loósz Vera; Ulpius-ház, Budapest, 2013
- Agatha Raisin és a sziszifuszi szerelem; ford. Borbély Judit Bernadett; Ulpius-ház, Budapest, 2013
- Hamish Macbeth és a tökéletes oldalborda; ford. Loósz Vera; Ulpius-ház, Budapest, 2013
- Agatha Raisin és a tünékeny tündérek; ford. Borbély Judit Bernadett; Ulpius-ház, Budapest, 2013
- Hamish Macbeth és az eljegyzési vendég; ford. Loósz Vera; Ulpius-ház, Budapest, 2013
- Hamish Macbeth és a nagy lazacfogás; ford. Loósz Vera; Ulpius-ház, Budapest, 2013
- Agatha Raisin és a boszorkányos borbély; ford. Borbély Judit Bernadett; Ulpius-ház, Budapest, 2013
- Agatha Raisin és a balszerencsés boszorka; ford. Szűr-Szabó Katalin; Ulpius-ház, Budapest, 2013
- Agatha Raisin és az áradás napja; ford. Borbély Judit Bernadett; Ulpius-ház, Budapest, 2013
- Szesz, szerelem, szemfényvesztés Agatha Raisinnel; ford. Borbély Judit Bernadett; Ulpius-ház, Budapest, 2014
- Hamish Macbeth és a torkos társkereső; ford. Loósz Vera; Ulpius-ház, Budapest, 2014
- Agatha Raisin és a feddhetetlen feleség; ford. Borbély Judit Bernadett; Ulpius-ház, Budapest, 2014
- Hamish Macbeth és a pórul járt mókamester; ford. Loósz Vera; Ulpius-ház, Budapest, 2014
- Agatha Raisin és a kísértetház; ford. Borbély Judit Bernadett; Ulpius-ház, Budapest, 2014
- Agatha Raisin és a kívánatos káplán; ford. Borbély Judit Bernadett; Ulpius-ház, Budapest, 2014
- Hamish Macbeth és a rosszéletű nagynéni; ford. Loósz Vera; Ulpius-ház, Budapest, 2014
- Hamish Macbeth és a gyilkos vakáció; ford. Loósz Vera; Ulpius-ház, Budapest, 2014
- Agatha Raisin és a halálos tánc; ford. Borbély Judit Bernadett; Ulpius-ház, Budapest, 2014

### Az utazó házasságközvetítősorozat
- Miss Pym és a menekülő menyasszony; ford. Szűr-Szabó Katalin; Ulpius-ház, Budapest, 2014
- Miss Pym és a léhűtő lord; ford. Szűr-Szabó Katalin, versford. N. Kiss Zsuzsa; Ulpius-ház, Budapest, 2014
- Miss Pym és a rámenős márki; ford. Szűr-Szabó Katalin; Ulpius-ház, Budapest, 2014

### A hat nővérsorozat
- A szende Minerva; ford. Tolvaj Zoltán; Ulpius-ház, Budapest, 2014

### Fejős Éva könyvtárasorozat
- Hamish Macbeth és a tőrbe csalt falu; ford. Laik Eszter; Erawan, Budapest, 2015
- Agatha Raisin és a karácsonyi búcsúcsók; ford. Laik Eszter; Erawan, Budapest, 2015
- Agatha Raisin és a páratlan vőlegény; ford. Laik Eszter; Erawan, Budapest, 2016
- Agatha Raisin és a gyilkos lekvár; ford. Laik Eszter; Erawan, Budapest, 2016
- Hamish Macbeth és a szívek háborúja; ford. Laik Eszter; Erawan, Budapest, 2016
- Agatha Raisin és a kígyónyelvű asszonyok; ford. Laik Eszter; Erawan, Budapest, 2017
- Agatha Raisin és a nyársat nyelt rendőr; ford. Laik Eszter; Erawan, Budapest, 2017
- Agatha Raisin és a hivatalnok hullája; ford. Laik Eszter; Erawan, Budapest, 2017
- Agatha Raisin és a sarlatán lélekbúvár; ford. Laik Eszter; Erawan, Budapest, 2018
- Agatha Raisin és az ogre vére; ford. Laik Eszter; Erawan, Budapest, 2018
- Agatha Raisin és a boszorkányszombat; ford. Laik Eszter; Erawan, Budapest, 2018
- Agatha Raisin és a boszorkányok fája; ford. Laik Eszter; Erawan, Budapest, 2019
- Agatha Raisin és a nagy veteményesviszály; ford. Laik Eszter; Erawan, Budapest, 2019
- Agatha Raisin és a halott harangozó; ford. Laik Eszter; Erawan, Budapest, 2020
- Agatha Raisin és a szuperszamár; ford. Laik Eszter; Erawan, Budapest, 2020
- Agatha Raisin és a rossz lóra tett feleség; ford. Laik Eszter; Erawan, Budapest, 2021
- Agatha Raisin és a tekeklub réme; ford. Laik Eszter; Erawan, Budapest, 2022

### Deklassz' szállodasorozat
- Ha egy üzlet beindul!; ford. Sipos Katalin; Lettero, Budapest, 2021
- Egy kis lopás nem akadály?; ford. Hoppán Eszter; Lettero, Budapest, 2021

### Sorozaton kívül
- Egy holttest és más semmi? ...mert néha a pénznek is ára van...; ford. Hoppán Eszter; Lettero, Budapest, 2020